# Mimi Leder
Mimi Leder (n. 26 ianuarie 1952, New York City) este o regizoare americană.